# Wullroß (Ortschaft)
Wullroß ist eine Ortschaft in der Gemeinde Weitensfeld im Gurktal im Bezirk St. Veit an der Glan in Kärnten. Die Ortschaft hat 0 Einwohner (Stand 1. Jänner 2024).

## Lage
Wullroß liegt im Süden der Gemeinde Weitensfeld, auf dem Gebiet der Katastralgemeinde Wullroß, etwa 200 Höhenmeter über dem Wimitztal, in einsamer Lage, gut 3 km von der nächsten befestigten Straße entfernt. 
Die Ortschaft besteht aus dem Hof Leitgeb (Hausnr. 9) und mehreren Nebengebäuden. Östlich der Ortschaft steht die Filialkirche hl. Thomas. Etwa einen Kilometer östlich der Ortschaft liegt die Burg- und Schlossruine Wullross. Eine Hausruine steht etwa 600 m südöstlich des Leitgebhofs am Hang oberhalb der Wimitz.

## Geschichte
Ab etwa 1200 wird Burg Wullroß urkundlich erwähnt. Angehörige des Mitte des 15. Jahrhunderts ausgestorbenen Geschlechts der Paben von Wullroß bekleideten hohe Posten in Kärnten. Im 16. Jahrhundert wurde neben der Burg ein Renaissanceschloss errichtet, das 1818, im Besitz eines Gewerken und schon im Niedergang begriffen, nach einem Blitzschlag abbrannte und kurz darauf einstürzte.
Bei Gründung der Ortsgemeinden Mitte des 19. Jahrhunderts kam Wullroß an die Gemeinde Weitensfeld.
Bei der Kärntner Gemeindestrukturreform von 1973 kam Wullroß an die damals neu errichtete Gemeinde Weitensfeld-Flattnitz, bei deren Auflösung 1991 wieder zur Gemeinde Weitensfeld im Gurktal.

## Bevölkerungsentwicklung
Für die Ortschaft ermittelte man folgende Einwohnerzahlen:
- 1816: 52 Einwohner[2]
- 1869: 8 Häuser, 70 Einwohner[3]
- 1880: 6 Häuser, 40 Einwohner[4]
- 1890: 6 Häuser, 62 Einwohner[5]
- 1900: 7 Häuser, 46 Einwohner[6]
- 1910: 9 Häuser, 54 Einwohner[7]
- 1923: 8 Häuser, 36 Einwohner[8]
- 1934: 40 Einwohner[9]
- 1961: 6 Häuser, 19 Einwohner[10]
- 2001: 2 Gebäude (davon 1 mit Hauptwohnsitz) mit 2 Wohnungen; 5 Einwohner und 0 Nebenwohnsitzfälle; 1 Haushalt; 0 Arbeitsstätten, 1 land- und forstwirtschaftlicher Betrieb[11]
- 2011: 2 Gebäude, 2 Einwohner, 1 Haushalt, 0 Arbeitsstätten[12]
- 2021: 2 Gebäude, 0 Einwohner, 0 Haushalte, 0 Arbeitsstätten[13]

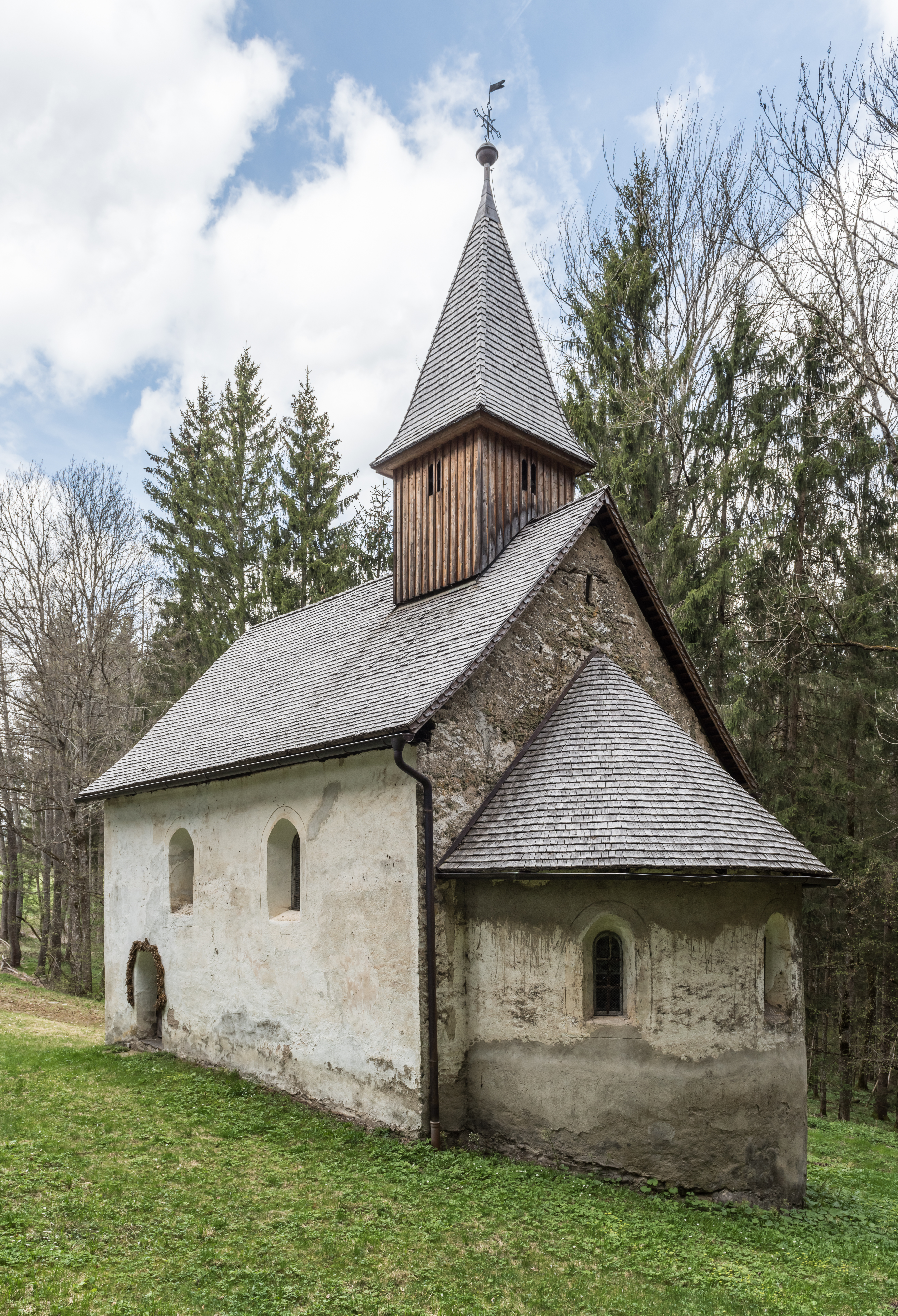
Filialkirche hl. Thomas
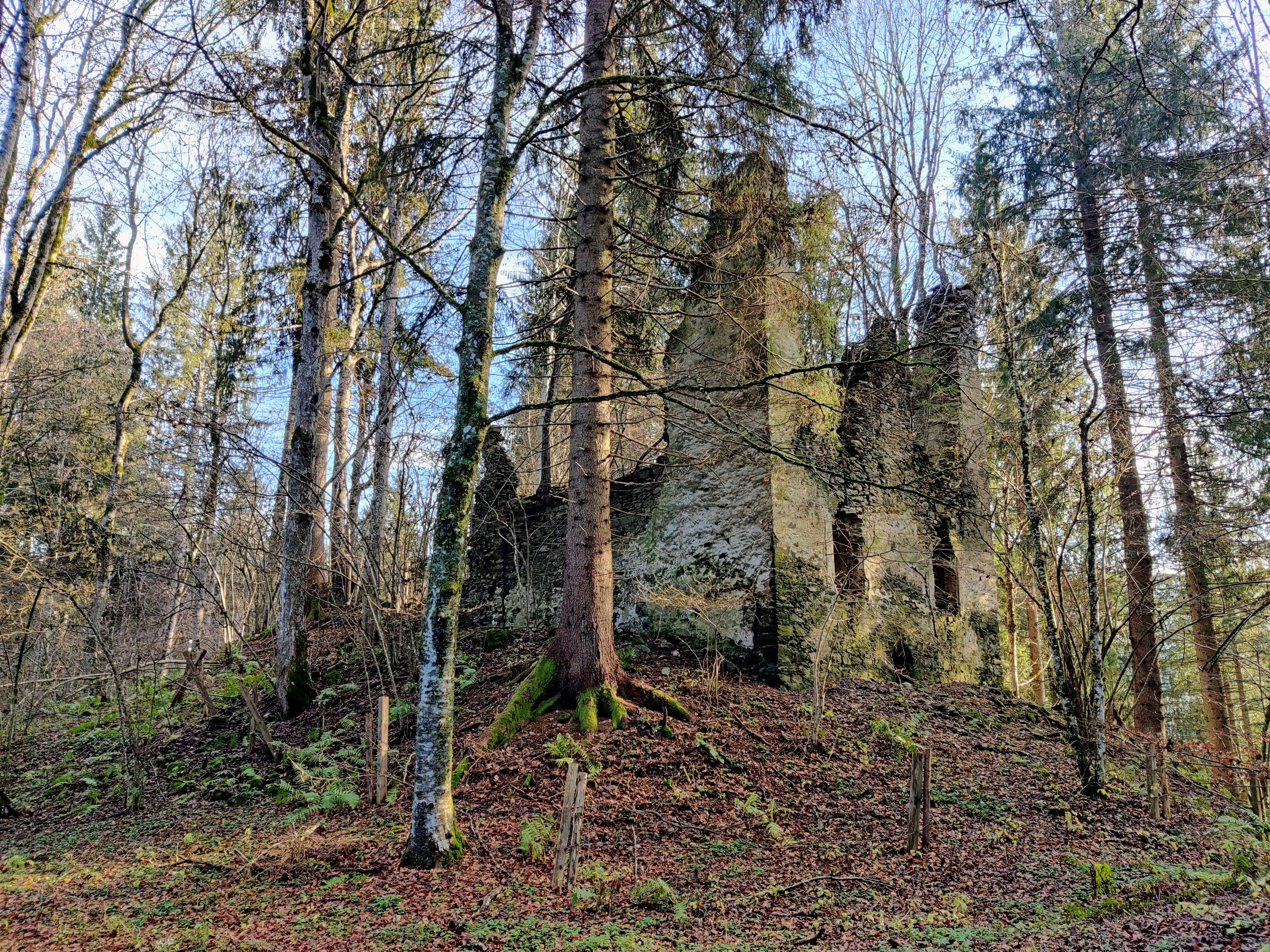
Ruine Wullroß
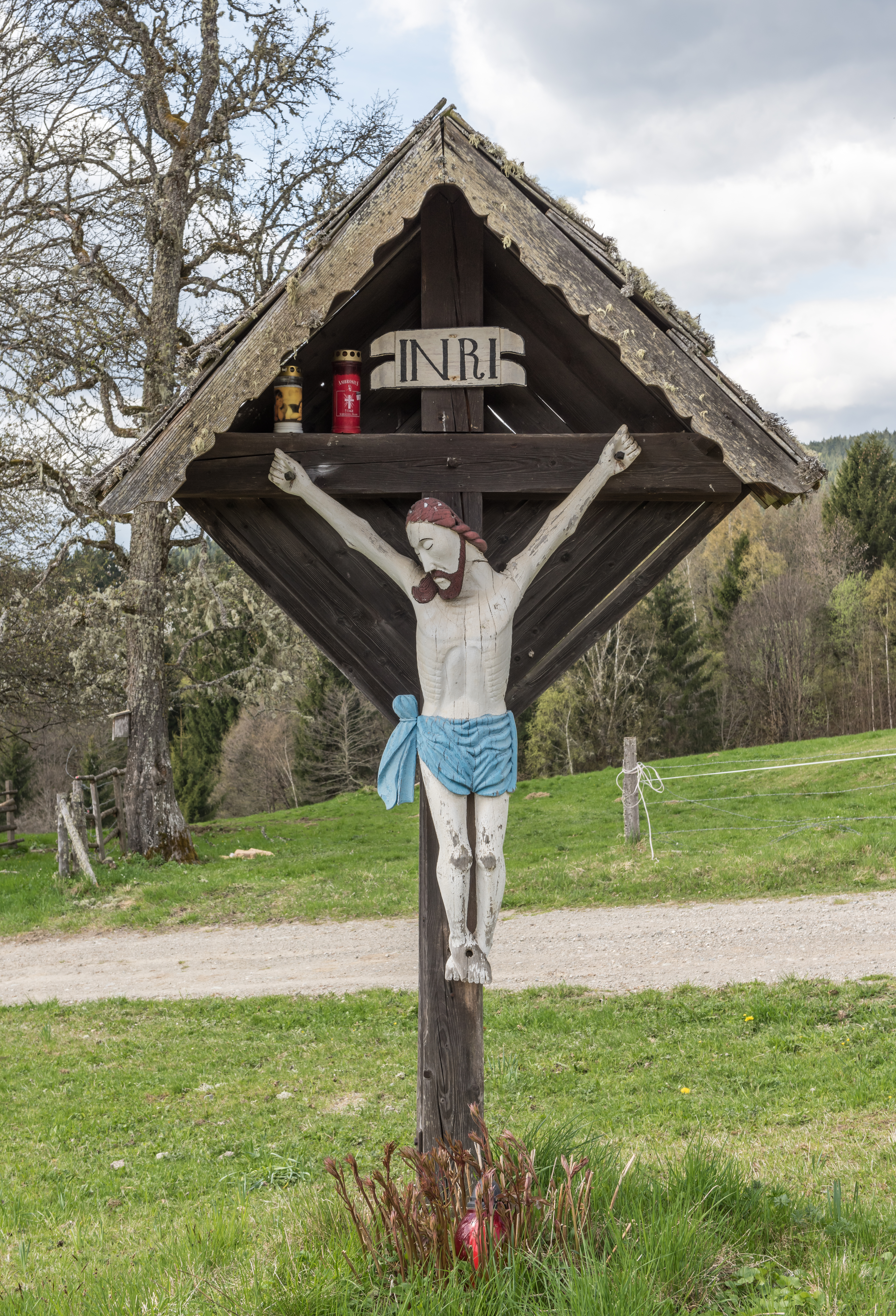
Wegkreuz in Wullroß
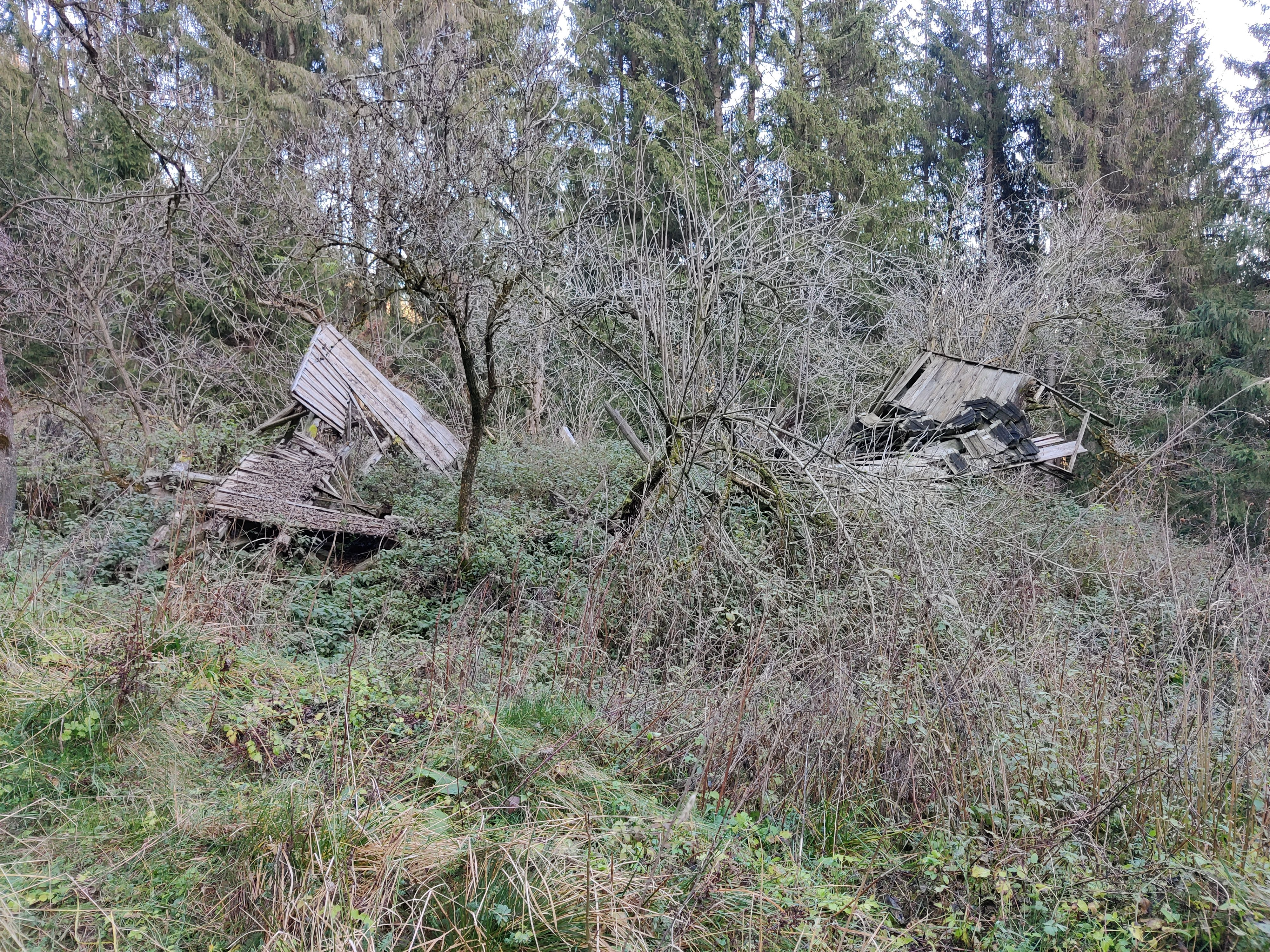
Hausruine oberhalb der Wimitz